# Ligusticopsis scapiformis
Ligusticopsis scapiformis är en växtart i släktet Ligusticopsis och familjen flockblommiga växter.
Arten är en perenn ört som förekommer i södra Tibet, västra Sichuan och nordvästra Yunnan i Kina. Den beskrevs först som Ligusticum scapiforme av Hermann Wolff 1930, och fick sitt nu gällande namn av Gerfried Horand Leute 1969.